# حادثة فشودة
حادثة فاشودة وقعت عام 1898 في ذروة التنافس الاستعماري الأوروبي بين المملكة المتحدة وفرنسا في شرق أفريقيا. كادت الحادثة أن تؤدي إلى نشوب حرب بين فرنسا والمملكة المتحدة، لكنها انتهت بالانتصار الدبلوماسي للمملكة المتحدة. ونتج عنها ظهور ما يسمى متلازمة فاشودة في السياسية الخارجية الفرنسية (التأكيد على النفوذ الفرنسي في الأراضي التي قد تصبح تحت النفوذ البريطاني).
ففي عام 1898 كان تسابق الجيشان البريطاني والفرنسي، لتأكيد ادعاء كل من الدولتين ملكيتها لبلاد السودان والساحل. فقد دخل ج.ب. مارشان الفرنسي جنوب السودان، يقود حملة من الجنود السنغاليين، واستولى على «فاشودة» في يوليو 1898، فسارع كتشنر سِردار الجيش المصري في السودان لرده، وكادت تنشب الحرب بين الدولتين لولا أن سويت المشكلة بفضل الجهود الدبلوماسية. النزاع سـُوِّي بمعاهدة السودان 1899. وانسحب مارشان في 3 نوفمبر 1898. وتخلت فرنسا عن دعاواها في أعالي النيل. وبعد الاتفاق الودي في 1904 بين بريطانيا وفرنسا تغير اسم البلدة من فاشودة إلى كودوك لمحو ذكرى الصدام من الذاكرة.
مثلت حادثة فشودة ذروة النزاع الإقليمي الإمبريالي بين بريطانيا وفرنسا في شرق أفريقيا، والتي حدثت عام 1898. سعت بعثة فرنسية إلى فشودة على نهر النيل الأبيض إلى بسط سيطرتها على حوض نهر أعالي النيل وبالتالي استبعاد بريطانيا من السودان. بعد ذلك، اجتمعت جماعة فرنسية مع قوة بريطانية مصرية (تفوق عدد الفرنسيين بنسبة 10 إلى 1) ضمن شروط ودية، ولكن الخوف من الحرب كان واضحًا في أوروبا. صمد البريطانيون في الوقت الذي وقفت فيه كلتا الإمبراطوريتان على حافة الحرب بسبب الخطاب الساخن على الجانبين. انسحب الفرنسيون تحت الضغط الشديد، الأمر الذي ضمن السيطرة الإنجليزية-المصرية على المنطقة. اعتُرف بالوضع الراهن آنذاك من خلال اتفاق تم بين الدولتين يعترفان فيه بالسيطرة البريطانية على مصر، بينما أصبحت فرنسا القوة المهيمنة في المغرب. وفي المحصلة، فشلت فرنسا في تحقيق أهدافها الرئيسية.
وقعت هناك معركة قصيرة بين الحكومتين عن طريق الوصايا، مع إصرار البريطانيين على الانسحاب الفرنسي الفوري وغير المشروط من فشودة. كان على الفرنسيين قبول هذه الشروط، والتي وصلت إلى حد الإذلال العلني .... ذُكرت فشودة في فرنسا بصفتها مثالًا على الوحشية والظلم البريطاني.
اعتبرت هذه الحادثة انتصارًا دبلوماسيًا للبريطانيين إذ أدرك الفرنسيون أنهم يحتاجون إلى الوقوف بجانب بريطانيا على المدى الطويل من أجل ضمان وجود حليف قوي في حال نشوب حرب بين فرنسا وألمانيا. كانت الأزمة الأخيرة بين الاثنين والتي انطوت على تهديدات الحرب وفتحت الطريق من أجل توثيق العلاقات في الوفاق الذي حدث عام 1904. وأدت إلى سنّ مصطلح «متلازمة فشودة» في السياسة الخارجية الفرنسية، والتي تعني السعي من أجل تأكيد النفوذ الفرنسي في المناطق التي قد تصبح عرضة للنفوذ البريطاني.

## الخلفية
سرعان ما طالبت القوى الاستعمارية الأوروبية بإفريقيا واستغلتها خلال أواخر القرن التاسع عشر. لاحقت القوى العظمى في أوروبا بعد مؤتمر برلين عام 1885 المتعلق بغرب إفريقيا أي أراضي متبقية في أفريقيا لم تكن بالفعل تحت سيطرة دولة أوروبية أخرى. وتسمى هذه الفترة في التاريخ الأفريقي عادة فترة التدافع من أجل أفريقيا. كانت القوتان الرئيسيتان المشاركتان في هذا التدافع هما بريطانيا وفرنسا، إلى جانب ألمانيا وبلجيكا وإيطاليا والبرتغال وإسبانيا.
كان التوجه الفرنسي إلى الداخل الإفريقي أساسًا من ساحل المحيط الأطلسي للقارة (السنغال الحديثة) شرقًا، عبر الساحل على طول الحدود الجنوبية للصحراء، وهي منطقة تغطي السنغال الحديثة ومالي والنيجر وتشاد. كان هدفهم النهائي هو أن يكون هناك رابط مستمر بين نهر النيجر والنيل، وبالتالي السيطرة على حركة التجارة من وإلى منطقة الساحل، بحكم سيطرتهم الحالية على طرق القوافل عبر الصحراء. كان لفرنسا أيضًا موقعًا أماميًا بالقرب من مصب البحر الأحمر في جيبوتي (الصومال الفرنسي)، والتي يمكن أن تكون بمثابة مرسى شرقي لحزام شرقي-غربي للأراضي الفرنسية عبر القارة.
أراد البريطانيون -من ناحية أخرى- ربط ممتلكاتهم في جنوب إفريقيا (جنوب إفريقيا، بتشوانا-لاند ورودسيا)، بأراضيهم في شرق إفريقيا (كينيا الحديثة)، وهاتين المنطقتين بحوض النيل. كانت السودان، التي شملت بعد ذلك جنوب السودان وأوغندا اليوم، هي المفتاح من أجل تحقيق هذه الطموحات، خاصة مع وجود مصر تحت السيطرة البريطانية بالفعل. أصبح هذا «الخط الأحمر» عبر إفريقيا أكثر شهرة من قبل السياسي البريطاني والجنوب أفريقي سيسل رودس، التي أرادت إفريقيا «ملونة باللون [البريطاني] الأحمر».
إذا رسم أحد الخطوط من كيب تاون إلى القاهرة (حلم رودس) وخط آخر من داكار إلى أرض الصومال الفرنسية (جيبوتي الحالية) على البحر الأحمر في القرن (الطموح الفرنسي)، فإن هذين الخطين يتقاطعان في جنوب شرق السودان بالقرب من بلدة فشودة (كودوك الحالية)، موضحة أهميتها الإستراتيجية. لا يمكن التعايش بين المحور الفرنسي الشرقي والغربي والمحور البريطاني الشمالي الجنوبي، الأمة التي يمكن أن تشغل وتمسك معبر المحورين ستكون هي الوحيدة القادرة على المضي قدمًا في خطتها.
أسس الجيش المصري فشودة عام 1855 باعتبارها قاعدة من أجل مكافحة تجارة الرقيق العربية في شرق أفريقيا. كانت تقع على أرض مرتفعة على طول مئة ميل من الخط الساحلي المستنقعي في أحد الأماكن القليلة التي يمكن فيها تفريغ قارب ما. على الرغم من وجود المستنقعات في المنطقة المحيطة بها، لكن المنطقة سُكنت من قبل سكان شيلوك، وبحلول منتصف سبعينيات القرن التاسع عشر، أصبحت فشودة سوقًا مزدحمة ومدينة إدارية ناجحة. كان أول الأوروبيين الذين وصلوا هم جورج شوينفورث في عام 1869 وويلهلم يونكر في عام 1876. وصف يونكر المدينة بأنها «مكان تجاري كبير ... آخر نقطة حضارية حيث يمكن للمسافرين الذين يتدفقون إلى براري إفريقيا الاستوائية أو يشتركون من بعض الأواني الأوروبية التي لا غنى عنها من التجار اليونانيين المحليين». بحلول الوقت الذي وصل فيه مارشان، كان الحصن المهجور في حالة خراب.